# Margarethenhof (Ittenbach)

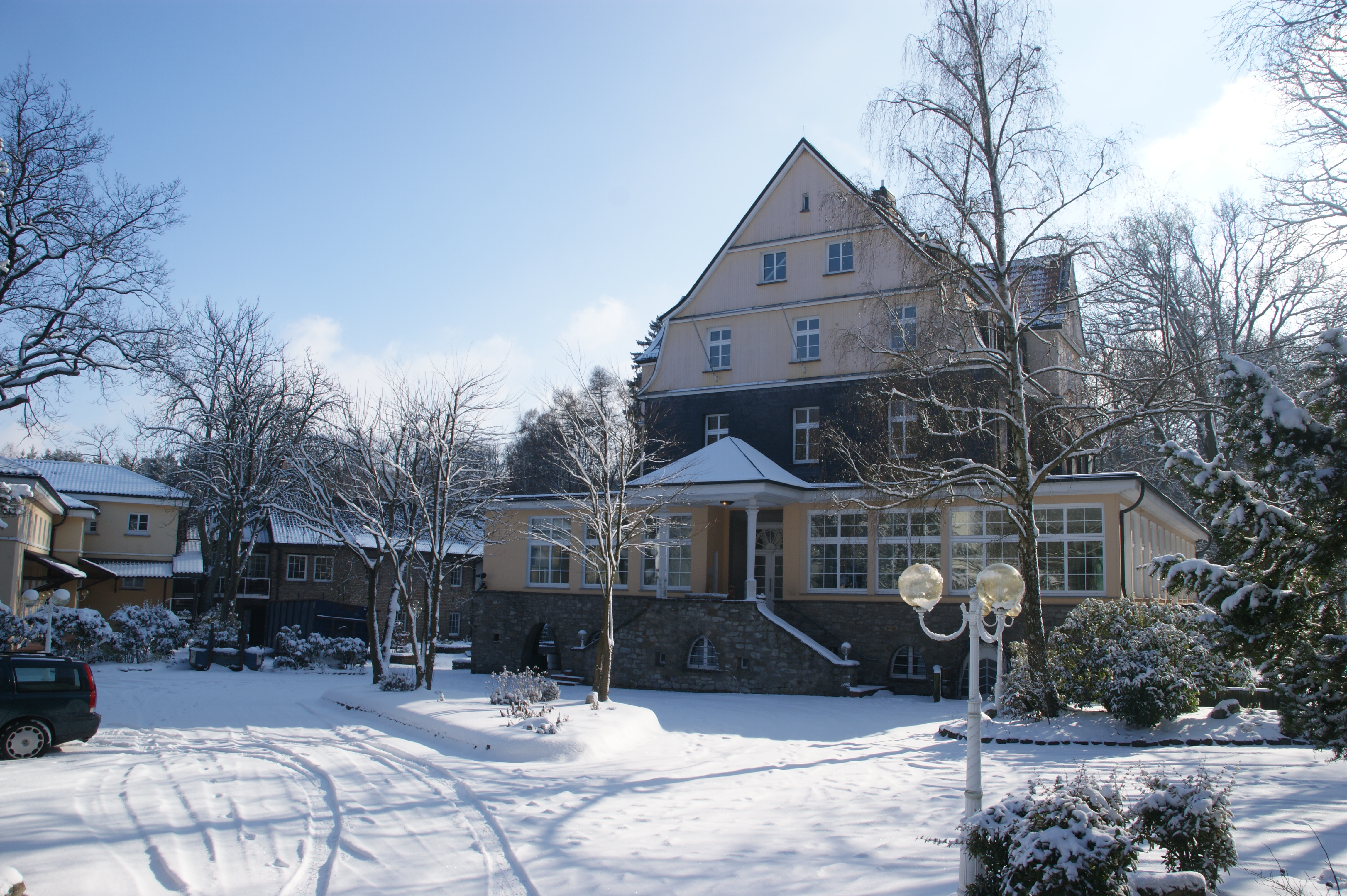
Margarethenhof (2009)

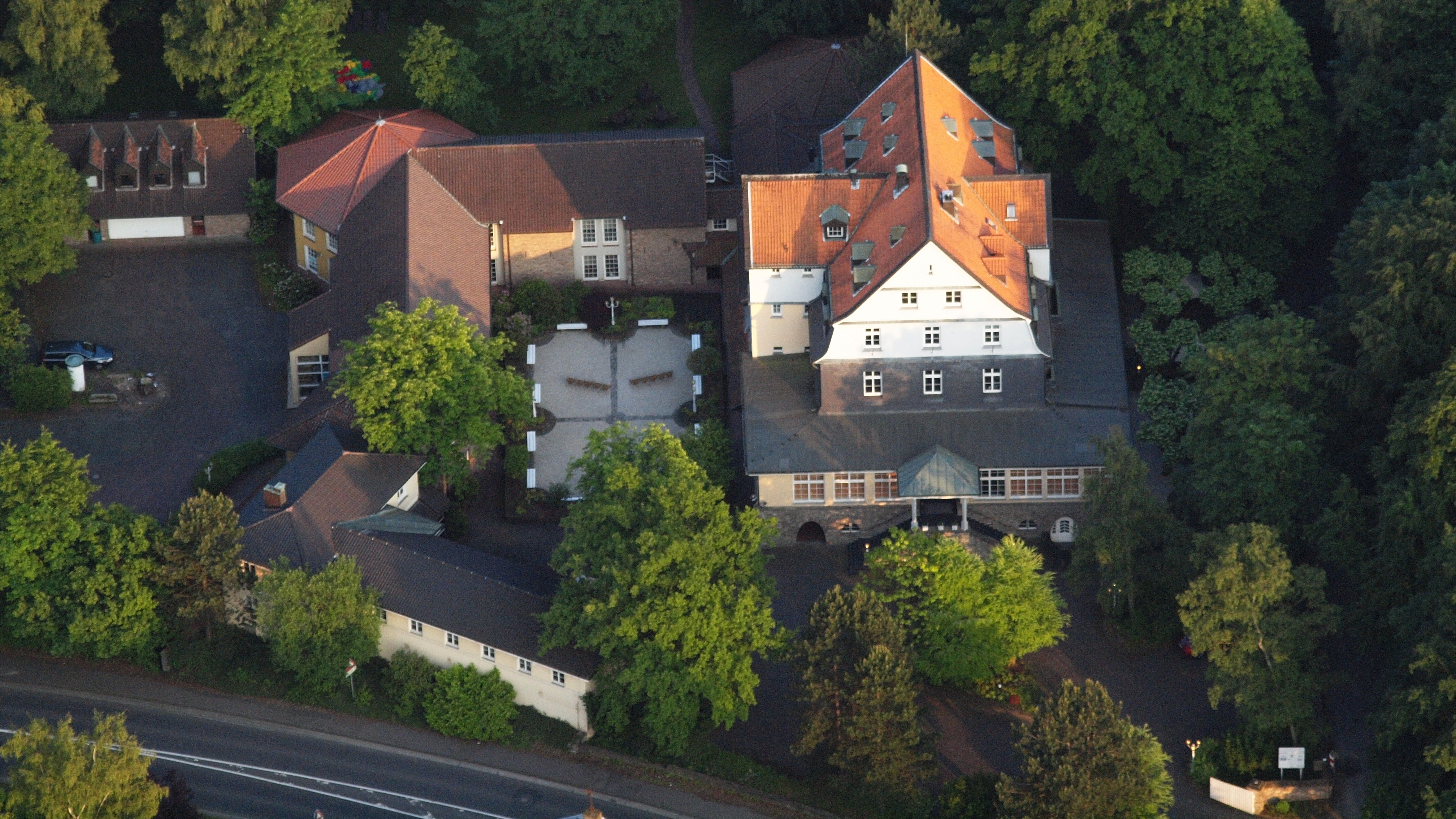
Margarethenhof, Luftaufnahme (2014)

Der Margarethenhof ist ein als Hotel entstandener Gebäudekomplex auf der Margarethenhöhe, einem zu Ittenbach gehörenden Ortsteil der Stadt Königswinter im nordrhein-westfälischen Rhein-Sieg-Kreis. Er steht als Baudenkmal unter Denkmalschutz.

## Lage
Der Gebäudekomplex des Margarethenhofs (Adresse: Königswinterer Straße 409) liegt auf der passartigen Margarethenhöhe (320 m ü. NHN) an der Südseite der Landesstraße 331 gegenüber dem Gasthof Margarethenkreuz. Am Westrand des dreiseitig von Wald umgebenen Grundstücks verläuft die Löwenburger Straße, die als asphaltierte Straße bis zum Löwenburger Hof führt.

## Geschichte

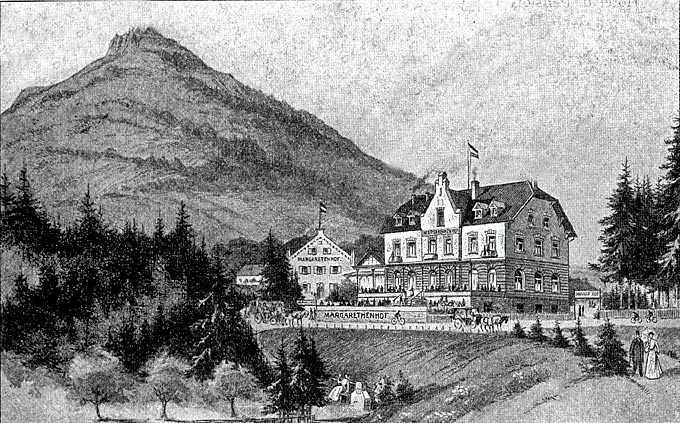
Margarethenhof und späteres Margarethenkreuz, Postkarte (1905)

Der Margarethenhof wurde um 1900 als Ausflugslokal durch den Steinhauer Franz Bachem erbaut, Besitzer des gegenüberliegenden Guts Margarethen(kreuz)hof, das mit der Eröffnung des Margarethenhofs 1903 als einem von damals drei Gasthäusern auf der Margarethenhöhe in Margarethenkreuz umbenannt wurde. In seiner heutigen Form entstand der Margarethenhof 1928 bei seinem Umbau zum repräsentativen Hotelbau im Stil der Heimatschutzarchitektur, bei dem er eine umlaufende Terrasse und ein Gartenlokal (heute nicht mehr existent) erhielt.

„Das Ausflugslokal (…) wurde 1928 zu einem repräsentativen Hotelbau umgewandelt, der die typischen Formen des Heimatschutzstils anwendet und die Bauweise des kleinen Landhauses ins Große überträgt. Unverzichtbar ist die umlaufende Terrasse, die sich wie ein Kranz um das Erdgeschoß legt.“

Nach dem Zweiten Weltkrieg wurde das Hotel beschlagnahmt und diente bis August 1949 als Unterkunft für Flüchtlinge. Eine anschließende Wiederaufnahme des Hotelbetriebs wurde vom Besitzer des Margarethenhofs durch umfangreiche Investitionen in die Wege geleitet, konnte aber aufgrund einer erneuten Beschlagnahme für die Alliierte Hohe Kommission (AHK) am 7. November 1949 nicht zum Erfolg gebracht werden. Nach einem Leerstand bis März 1950 wurde der Margarethenhof für den Zeitraum weniger Monate als Gästehaus des britischen Hochkommissariats genutzt. Die Wiederfreigabe der Liegenschaft erfolgte aufgrund anderweitiger Deckung des Raumbedarfs der AHK bereits im Frühjahr 1951. In der Zeit der Beschlagnahme waren einige Umbauten erfolgt, deren notwendige Beseitigung den Besitzer des Hotels in finanzielle Schwierigkeiten führte.
Zu Jahresbeginn 1984 – die offizielle Einweihung erfolgte am 5. Mai 1984 – wurde der Margarethenhof Sitz der zuvor in Bonn beheimateten FDP-nahen Friedrich-Naumann-Stiftung, die den Komplex um einen Anbau erweitern und bis 1990 bei Kosten von 6,5 Millionen D-Mark zu einem Kongress- und Tagungszentrum umgestalten ließ. Die Stiftung nutzte auch den benachbarten Sophienhof. Als Folge der Verlegung des Regierungssitzes nach Berlin verkaufte sie 1998 den Margarethenhof in Privatbesitz und zog zum Jahreswechsel 1999/2000 nach Potsdam um.
Neuer Besitzer war ein Immobilienunternehmen, das den Margarethenhof ab 1999 an einen Betreiber von Altenheimen als dessen Zentrale vermietete und 2001 Insolvenz anmeldete. Während 2002 durch den Verschönerungsverein für das Siebengebirge (VVS) Teilbereiche des Margarethenhofs wieder bezogen wurden, wurde der Großteil der Immobilie ab 2003 nicht mehr instand gehalten und dem Verfall preisgegeben. 2004 richtete der VVS im Pavillon des Hofs mit dem Naturparkhaus eine Dauerausstellung über das Siebengebirge ein. 2006 konnte die Immobilie mit einer gesamten Büro-Nutzfläche von etwa 2.500 m² verkauft werden und wurde nach Vollendung umfangreicher Umbau- und Modernisierungsarbeiten 2009 an eine Vertriebsgesellschaft für Laborgeräte verpachtet. Der Pächter führte unter anderem die repräsentativen Räume des Erdgeschosses als Tagungs- und Veranstaltungsstätte einer neuen Nutzung zu, weitere Büroräume sind (unter)vermietet. 2011 zog der VVS in das nahegelegene, vereinseigene Forsthaus Lohrberg um.
Die Eintragung des Gebäudes in die Denkmalliste der Stadt Königswinter erfolgte am 16. Oktober 1989.